# Jordan Fouse
Pour les articles homonymes, voir Jordan.
Jordan Fouse, né le 7 août 1994 à Racine, Wisconsin, est un joueur américain de basket-ball. Il évolue aux postes d'ailier et d'ailier fort.

## Biographie

### Carrière universitaire
Il passe ses quatre années universitaires à l'Université du Wisconsin à Green Bay où il joue pour les Phoenix (en).

### Carrière professionnelle
Le 23 juin 2016, lors de la draft 2016 de la NBA, automatiquement éligible, il n'est pas sélectionné.
Le 13 août 2016, il signe son premier contrat professionnel en France à l'Étoile de Charleville-Mézières.

## Statistiques

### Universitaires
Les statistiques en matchs universitaires de Jordan Fouse sont les suivantes :
| Saison    | Équipe         | Matchs | Titul. | Min./m | % Tir | % 3pts | % LF | Rbds/m. | Pass/m. | Int/m. | Ctr/m. | Pts/m. |
| --------- | -------------- | ------ | ------ | ------ | ----- | ------ | ---- | ------- | ------- | ------ | ------ | ------ |
| 2012-2013 | Green Bay (en) | 34     | 33     | 29,3   | 47,6  | 12,5   | 57,4 | 7,88    | 2,00    | 1,62   | 1,44   | 6,79   |
| 2013-2014 | Green Bay      | 31     | 31     | 31,5   | 48,4  | 0,0    | 54,3 | 7,48    | 2,90    | 2,19   | 1,55   | 6,45   |
| 2014-2015 | Green Bay      | 33     | 33     | 32,1   | 49,8  | 23,3   | 51,4 | 7,09    | 3,67    | 1,94   | 1,12   | 7,55   |
| 2015-2016 | Green Bay      | 36     | 35     | 31,6   | 41,2  | 30,8   | 73,2 | 8,33    | 3,28    | 2,14   | 1,36   | 12,67  |
| Total     |                | 134    | 132    | 31,1   | 45,6  | 27,8   | 61,1 | 7,72    | 2,96    | 1,97   | 1,37   | 8,48   |